# Пессина, Маттео
Маттео Пессина (итал. Matteo Pessina; род. 21 апреля 1997, Монца, Ломбардия) — итальянский футболист, полузащитник клуба «Монца».

## Клубная карьера
Профессиональную карьеру начал в 2014 году в клубе «Монца». В 2015 году перешёл в «Милан», откуда уходил в аренды в «Лечче», «Катанию» и «Комо».
7 июля 2017 года Пессина подписал контракт с «Аталантой», но 25 августа был отдан в аренду в клуб «Специя». 26 августа 2019 был арендован командой «Эллас Верона» с правом выкупа. 10 февраля 2021 года Пессина забил 2 гола в второй полуфинальной игре Кубка Италии против «Наполи» (3:1), тем самым помог клубу из Бергамо выйти в финал турнира. В 2022 году вернулся в «Монцу», которая впервые вышла в Серию А.

## Карьера за сборную
Пессина был членом молодёжной сборной Италии (до 20 лет), занявшей третье место на чемпионате мира 2017 года.
За молодёжную сборную Италии дебютировал 5 октября 2017 года в товарищеском матче против сборной Венгрии в Будапеште (6:2).
Осенью 2020 года Пессина был вызван в национальную сборную Италии тренером Роберто Манчини. 11 ноября дебютировал, выйдя на замену в товарищеском матче против сборной Эстонии во Флоренции.

## Статистика

### Клубная
| Клуб           | Сезон      | Лига       | Лига  | Лига | Кубок | Кубок | Континентальный | Континентальный | Другое | Другое | Итог  | Итог |
| Клуб           | Сезон      | Дивизион   | Матчи | Голы | Матчи | Голы  | Матчи           | Голы            | Матчи  | Голы   | Матчи | Голы |
| -------------- | ---------- | ---------- | ----- | ---- | ----- | ----- | --------------- | --------------- | ------ | ------ | ----- | ---- |
| Монца          | 2014/15    | Лига Про   | 22    | 6    | 1     | 0     | —               | —               | —      | —      | 23    | 6    |
| Милан          | 2015/16    | Серия А    | —     | —    | —     | —     | —               | —               | —      | —      | —     | —    |
| → Лечче        | 2015/16    | Лига Про   | 3     | 0    | 1     | 0     | —               | —               | —      | —      | 4     | 0    |
| → Катания      | 2015/16    | Лига Про   | 1     | 0    | 0     | 0     | —               | —               | —      | —      | 1     | 0    |
| Милан          | 2016/17    | Серия А    | —     | —    | —     | —     | —               | —               | —      | —      | —     | —    |
| → Комо         | 2016/17    | Лига Про   | 36    | 9    | 5     | 0     | —               | —               | —      | —      | 41    | 9    |
| Аталанта       | 2017/18    | Серия А    | —     | —    | —     | —     | —               | —               | —      | —      | —     | —    |
| → Специя       | 2017/18    | Серия B    | 38    | 2    | 0     | 0     | —               | —               | —      | —      | 38    | 2    |
| Аталанта       | 2018/19    | Серия А    | 12    | 0    | 2     | 0     | 5               | 0               | —      | —      | 19    | 0    |
| → Эллас Верона | 2019/20    | Серия А    | 35    | 7    | 0     | 0     | —               | —               | —      | —      | 35    | 7    |
| Аталанта       | 2020/21    | Серия А    | 28    | 2    | 5     | 2     | 7               | 0               | —      | —      | 40    | 4    |
| Аталанта       | 2021/22    | Серия А    | 27    | 1    | 2     | 0     | 8               | 1               | —      | —      | 37    | 2    |
| Общий итог     | Общий итог | Общий итог | 202   | 27   | 19    | 2     | 20              | 1               | 0      | 0      | 241   | 30   |

### Международная
| Сборная | Год  | Матчи | Голы |
| ------- | ---- | ----- | ---- |
| Италия  | 2020 | 1     | 0    |
| Италия  | 2021 | 10    | 4    |
| Италия  | 2022 | 2     | 0    |
| Итог    | Итог | 13    | 4    |

#### Голы за сборную
В счёте и результате на первое место ставится гол Италии.
| №  | Дата          | Место                                | Соперник   | Счёт | Результат        | Турнир                  |
| -- | ------------- | ------------------------------------ | ---------- | ---- | ---------------- | ----------------------- |
| 1. | 28 мая 2021   | Сардиния Арена, Кальяри, Италия      | Сан-Марино | 5–0  | 7–0              | Товарищеский матч       |
| 2. | 28 мая 2021   | Сардиния Арена, Кальяри, Италия      | Сан-Марино | 7–0  | 7–0              | Товарищеский матч       |
| 3. | 20 июня 2021  | Олимпийский стадион, Рим, Италия     | Уэльс      | 1–0  | 1–0              | ЧЕ 2020                 |
| 4. | 26 июня 2021  | Уэмбли, Лондон, Англия               | Австрия    | 2–0  | 2–1 (доп. время) | ЧЕ 2020                 |
| 5. | 26 марта 2023 | Национальный стадион, Аттард, Мальта | Мальта     | 2–0  | 2–0              | Квалификация на ЧЕ 2024 |

## Достижения

### Международные
- Бронзовый призёр чемпионата мира среди молодёжных команд: 2017
- Чемпион Европы: 2020

## Государственные награды
- Кавалер ордена «За заслуги перед Итальянской Республикой» (16 июля 2021) — в знак признания спортивных ценностей и национального духа, которые вдохновили итальянскую команду на победу на чемпионате Европы по футболу 2020[14][15]